# Lydia Huber
Lydia Huber, geb. Rudig (* 14. Dezember 1943 in Bremen) ist eine deutsche Sängerin volkstümlichen Schlagers und Radiomoderatorin.

## Leben
Huber wurde in Bremen geboren, als sich ihre aus Südtirol stammenden Eltern auf der Durchreise befanden. Als Kind erlernte sie das Zitherspielen. Nach der Schule war sie als Sekretärin und Computersachbearbeiterin tätig.
Dann spielte sie kleinere Rollen am Bernauer Volkstheater und nahm in München Gesangsunterricht. Wenig später besang sie ihre erste Schallplatte und trat bei Wim Thoelke in der Sendung 3 mal 9 auf.
1986 bewarb sie sich mit dem Lied Hintertupfing beim Grand Prix der Volksmusik 1986, erreichte jedoch nicht das Finale. Ebenso erging es ihr mit dem Lied Die allerschönste Mundart, mit dem sie sich zusammen mit Hansl Krönauer beim Grand Prix der Volksmusik 1987 bewarb. 1988 trat sie zusammen mit Andreas Hauff und dem Titel Wir soll’n euch aus München schön grüßen an. 1989 bewarb sie sich mit Wenn jedes Herz a Fensterl hätt und erreichte Platz 12 der Vorentscheidung. Platz 14 belegte sie mit Ja, ja die Zeit beim Grand Prix der Volksmusik 1992.
Heute lebt Huber im Chiemgau und ist gelegentlich noch bei volkstümlichen Fernsehveranstaltungen zu sehen.

## Bekanntere Titel
- Sag dankeschön mit roten Rosen 1989
- Angelus Domini
- Das schönste im Leben ist Liebe zu geben
- Fliege mit mir in die Heimat
- Hintertupfing

## Diskografie
- Hoch drob’n auf dem Berg, 1975
- Ich bin ein Kind der Berge, 1980
- Sag dankeschön mit roten Rosen, 1989
- So richtig was fürs Herz

| Personendaten    | Personendaten                                                   |
| ---------------- | --------------------------------------------------------------- |
| NAME             | Huber, Lydia                                                    |
| ALTERNATIVNAMEN  | Rudig, Lydia (Geburtsname)                                      |
| KURZBESCHREIBUNG | deutsche Sängerin volkstümlichen Schlagers und Radiomoderatorin |
| GEBURTSDATUM     | 14. Dezember 1943                                               |
| GEBURTSORT       | Bremen                                                          |